# Norma Jean Lang
Norma Jean Lang (25 de julio de 1931 (93 años) es una botánica, y algóloga estadounidense, habiendo trabajado con las familias de las algas verde-azuladas, especialmente las ultraestructuras de las células vegetativas y los heterocistos en las formas filamentosas. Ha desarrollado actividades académicas y científicas en el Departamento de Botánica, en la Universidad de California en Davis, accediendo a Profesora Emérita.

## Algunas publicaciones
- marcia madsen Miller, norma j. Lang. 1968. The fine structure of akinete formation and germination in Cylindrospermum. Archiv für Mikrobiologie 60 (4): 303-313 resumen y primeras 2 pp.

### Libros
- norma jean Lang. 2011. Interglacial and glacial variability from the last 800 ka in marine, ice and terrestrial archives. Con E.W. Wolff

- ----------------------, william h. Gerwick. 2008. Structural, chemical and ecological studies on iridescene in Iridaea (Rhodophyta). J. of Phycology 13 (2): 121–127 resumen en línea

- ----------------------, jonathan m. Krupp, alan l. Koller. 1987. Morphological and Ultrastructural Changes in Vegetative Cells and Heterocysts of Anabaena variabilis Grown with Fructose. J. of Bacteriology 169 (2): 920-923

- ----------------------. 1962. Electron Microscopy of the Volvocaceae and Astrephomenaceae. Ed. Indiana University, 212 pp. resumen en línea

- ----------------------. 1958. Phytoplankton Populations in Relation to Certain Physical Features of Hoover Memorial Dam and of the Immediate Downstream Area. Ed. Ohio State University, 76 pp.

#### Capítulos de libros
- Cap. 11. Microbiology: Application based approach. Ed. Tata McGraw-Hill Education. ISBN 1259081753, ISBN 9781259081750

## Honores

### Galardones
- 1969: premio The Darbaker Prize[2]

- 1969: beca Guggenheim en historia natural[4]